# 戈森格拉本河

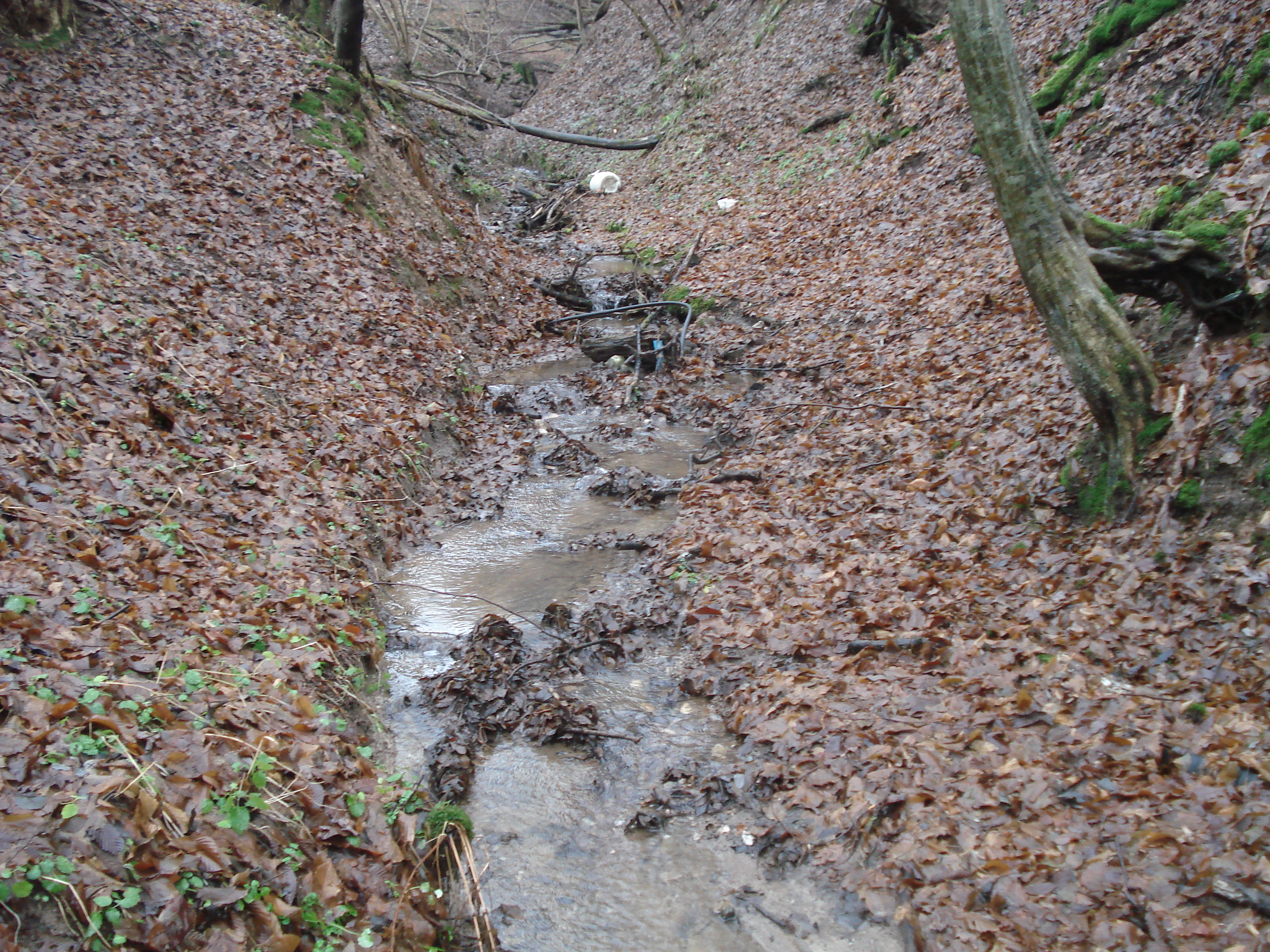

50°2′29.22″N 9°12′2.02″E / 50.0414500°N 9.2005611°E
戈森格拉本河（德語：Gossengraben），是德國的河流，位於該國東南部，由巴伐利亞負責管轄，屬於費德卡爾河的右支流，河道全長0.5公里，流域面積0.2平方公里。